# Oppegård
Oppegård er en tidligere kommune i regionen Follo i Viken fylke i Norge.
Kommunen ligger på østsiden af Oslofjorden, og grænser i nord til Oslo, i øst til Ski og i syd til Ås. 
I forbindelse med regeringen Solbergs kommunereform vedtog Stortinget 8. juni 2017 at Oppegård og Ski kommuner lægges sammen fra 1. januar 2020. Den nye kommune får navnet Nordre Follo kommune.
Kommunens administrative centrum er Kolbotn. Bebyggelsen i kommunen er hovedsagelig enfamilieshuse og rækkehuse med enkelte små boligblokke. Flere store virksomheder har etableret sig i kommunen, med IBM, Norgesbuss, Volvo, Ford, DSV Transport og Jernia som de største.
Oppegård og Nesodden var en fælles kommune frem til 1915.
I 1948 blev nogle områder indlemmet i Oslo kommune, blandt andet Grønmo.
Polarforskeren Roald Amundsen kom fra Oppegård.